# Spomen-križ kod vukovarske bolnice
Spomen-križ kod vukovarske bolnice je spomen-križ hrvatskim žrtvama velikosrpske agresije na grad Vukovar ubijenih u vukovarskoj bolnici. Postavljen je "Da se ne zaboravi" u dvorištu bolnice zaslugom Mladena Pavkovića.